# Abadia de Helmarshausen
A Abadia de Helmarshausen era uma abadia beneditina em Helmarshausen, Diemel (agora parte de Bad Karlshafen), no norte de Hesse, e foi fundada no final do século X. A abadia foi inicialmente um monastério real, depois foi subordinado à diocese de Paderborn. No decorrer da Reforma Protestante, o mosteiro foi abolido. Foi de grande importância na Idade Média por suas obras de ouro e prata e seu scriptorium, que criou algumas das mais importantes obras-primas da iluminação românica.

## Fundação
No ano de 944, uma corte real é atestada em Helmarshausen, tendo ficado, mais tarde, na posse de um conde, Ekkehard. Este e sua esposa Mathilde provavelmente doaram em cerca de 987 um ramo beneditino, que foi dedicado a Maria e Salvator Peter e em 1107 também a Modoaldus.

## Scriptorium
Helmarshausen substituiu Corvey como o principal centro de produção de livros no norte da Alemanha no século XII. No período compreendido entre 1120 e 1200, seu scriptorium criou vários documentos e manuscritos. A estreita ligação com o espaço no Reno e no Meuse foi de grande importância para o desenvolvimento da escola de Helmarshausen. Através da recepção de modelos a partir do oeste do império, o estilo românico de iluminação de livros por Helmarshausen em torno de 1120-1130 chegou à Saxônia e, em parte, também veio a cooperação com outros mosteiros. Embora a ornamentação em particular fosse cultivada em Helmarshausen, outras partes, como as figuras representativas, vinham de outros lugares. Manuscritos de Helmarshausen, como o evangelho de Gniezno, foram entregues a clientes distantes.
Por volta de 1200 foi finalizada a produção de manuscritos. Cada vez mais, a competição dos scriptoria nas cidades episcopais, que eram oficinas parcialmente laicas, era perceptível, pois estavam mais próximas do mercado de livros. O conflito entre o mosteiro e os bispos de Paderborn também desempenhou um papel na restauração do imediatismo imperial.